# 유겸의 음반 내용과 참여 목록
다음은 대한민국의 보이 그룹 GOT7의 멤버이자, 솔로 가수 유겸 (YUGYEOM)이 작사, 작곡 및 프로듀싱에 참여한 목록이다.

## 음반 참여

### 유겸 (YUGYEOM)
| 연도 | 발매일     | Artist         | 앨범명               | 곡명                                       | 비고 |
| ---- | ---------- | -------------- | -------------------- | ------------------------------------------ | --- |
| 2025 | 2025.06.17 | 유겸 (YUGYEOM) | 《Interlunar》       | 〈It's Okay〉                              | - 작사 : 유겸 (YUGYEOM) - 작곡 : 유겸 (YUGYEOM), ZODIACISYOURSIGN - Chorus 유겸 (YUGYEOM)                                                                   |
| 2025 | 2025.06.17 | 유겸 (YUGYEOM) | 《Interlunar》       | 〈딱풀 (Feat. Hoody)〉                     | - 작사 : 유겸 (YUGYEOM), Robb Roy, Vernon - 작곡 : 유겸 (YUGYEOM), DJ Wegun, Robb Roy, Vernon - Chorus 유겸 (YUGYEOM)                                       |
| 2025 | 2025.06.17 | 유겸 (YUGYEOM) | 《Interlunar》       | 〈Shall We Dance〉                         | - 작사 : 유겸 (YUGYEOM), LSV, THAMA - Chorus 유겸 (YUGYEOM), THAMA                                                                                          |
| 2025 | 2025.06.17 | 유겸 (YUGYEOM) | 《Interlunar》       | 〈You Call My Name〉                       | - 작사 : 유겸 (YUGYEOM) - Chorus 유겸 (YUGYEOM) |
| 2025 | 2025.06.17 | 유겸 (YUGYEOM) | 《Interlunar》       | 〈Scenario〉                               | - Chorus 유겸 (YUGYEOM), COCONA |
| 2025 | 2025.06.17 | 유겸 (YUGYEOM) | 《Interlunar》       | 〈Interlunar〉                             | - 작사 : 유겸 (YUGYEOM), 황아람 - Chorus 유겸 (YUGYEOM) |
| 2025 | 2025.06.17 | 유겸 (YUGYEOM) | 《Interlunar》       | 〈Mine (Feat. KIRIN)〉                     | - 작사 : 유겸 (YUGYEOM), KIRIN - 작곡 : 유겸 (YUGYEOM), KIRIN, Bronze, ELO, Robb Roy - Chorus 유겸 (YUGYEOM), KIRIN                                         |
| 2025 | 2025.06.17 | 유겸 (YUGYEOM) | 《Interlunar》       | 〈Set Me Free (Feat. 개코)〉               | - 작사 : 유겸 (YUGYEOM), Tone Stith, 개코, Rian Beriones - 작곡 : 유겸 (YUGYEOM), Tone Stith, DJ Wegun, 개코, Rian Beriones, Kosmic - Chorus 유겸 (YUGYEOM) |
| 2025 | 2025.06.17 | 유겸 (YUGYEOM) | 《Interlunar》       | 〈Unconditional〉                          | - Chorus 유겸 (YUGYEOM) |
| 2025 | 2025.06.17 | 유겸 (YUGYEOM) | 《Interlunar》       | 〈Sweet Like (Album Ver.)〉                | - Chorus 유겸 (YUGYEOM) |
| 2024 | 2024.02.21 | 유겸 (YUGYEOM) | 《TRUST ME》         | 〈빛이나 (Feat. SUMIN)〉                   | - 작사 : 유겸 (YUGYEOM), SUMIN |
| 2024 | 2024.02.21 | 유겸 (YUGYEOM) | 《TRUST ME》         | 〈Be Alright (Feat. punchnello)〉          | - 작사 : 유겸 (YUGYEOM), GRAY, 펀치넬로 - 작곡 : 유겸 (YUGYEOM), GRAY, DAX, 펀치넬로                                                                        |
| 2024 | 2024.02.21 | 유겸 (YUGYEOM) | 《TRUST ME》         | 〈1분만〉                                  | - 작곡 : 유겸 (YUGYEOM), GRAY, DAX, VERYBETTER |
| 2024 | 2024.02.21 | 유겸 (YUGYEOM) | 《TRUST ME》         | 〈Steppin〉                                | - 작사 : 유겸 (YUGYEOM), GRAY, DeVita, Hanyoung Ryou - 작곡 : 유겸 (YUGYEOM), GRAY, DAX, Deun Ji, Hanyoung Ryou                                             |
| 2024 | 2024.02.21 | 유겸 (YUGYEOM) | 《TRUST ME》         | 〈나의 그녀는〉                            | - 작사 : 유겸 (YUGYEOM), GRAY - 작곡 : 유겸 (YUGYEOM), GRAY, DAX, Distract                                                                                  |
| 2024 | 2024.02.21 | 유겸 (YUGYEOM) | 《TRUST ME》         | 〈WUH〉                                    | - 작사 : 유겸 (YUGYEOM), GRAY - 작곡 : 유겸 (YUGYEOM), GRAY, DAX, min                                                                                       |
| 2024 | 2024.02.21 | 유겸 (YUGYEOM) | 《TRUST ME》         | 〈Ponytail (Feat. 식케이 (Sik-K))〉        | - 작사 : 유겸 (YUGYEOM), GRAY, Sik-K - 작곡 : 유겸 (YUGYEOM), GRAY, Sik-K, DAX                                                                              |
| 2024 | 2024.02.21 | 유겸 (YUGYEOM) | 《TRUST ME》         | 〈Dance〉                                  | - 작사 : 유겸 (YUGYEOM), Hanyoung Ryou, WOOGIE - 작곡 : 유겸 (YUGYEOM), Hanyoung Ryou, WOOGIE                                                               |
| 2024 | 2024.02.21 | 유겸 (YUGYEOM) | 《TRUST ME》         | 〈허리를 감싸고〉                          | - 작사 : 유겸 (YUGYEOM), GRAY - 작곡 : 유겸 (YUGYEOM), GRAY, DAX, TREVOR                                                                                    |
| 2024 | 2024.02.21 | 유겸 (YUGYEOM) | 《TRUST ME》         | 〈Say Nothing (Feat. 이하이)〉             | - 작사 : 유겸 (YUGYEOM), 이하이, GRAY - 작곡 : 유겸 (YUGYEOM), 이하이, GRAY, DAX                                                                            |
| 2024 | 2024.02.21 | 유겸 (YUGYEOM) | 《TRUST ME》         | 〈우야야야〉                               | - 작사 : 유겸 (YUGYEOM), 황아람 - 작곡 : 유겸 (YUGYEOM), SMUGGLERS, Tez_Toy of SMGS, Mortal of SMGS, daall                                                  |
| 2022 | 2022.03.31 | 유겸 (YUGYEOM) | 《Take You Down》    | 〈Take You Down (Feat. 쿠기)〉             | - 작사 : 유겸 (YUGYEOM), 쿠기 (Coogie), WOOGIE - 작곡 : 유겸 (YUGYEOM), 쿠기 (Coogie), WOOGIE                                                               |
| 2022 | 2022.03.31 | 유겸 (YUGYEOM) | 《Take You Down》    | 〈불빛〉                                   | - 작사 : 유겸 (YUGYEOM) - 작곡 : 유겸 (YUGYEOM), DJ Wegun                                                                                                   |
| 2021 | 2021.06.17 | 유겸 (YUGYEOM) | 《Point Of View: U》 | 〈I Want U Around (Feat. DeVita)〉         | - 작사 : 유겸 (YUGYEOM), GRAY, DeVita - 작곡 : 유겸 (YUGYEOM), GRAY, DeVita                                                                                 |
| 2021 | 2021.06.17 | 유겸 (YUGYEOM) | 《Point Of View: U》 | 〈Running Through The Rain〉               | - 작사 : 유겸 (YUGYEOM), GRAY - 작곡 : 유겸 (YUGYEOM), GRAY, DAX, Perro                                                                                     |
| 2021 | 2021.06.17 | 유겸 (YUGYEOM) | 《Point Of View: U》 | 〈네 잘못이야 (Feat. GRAY)〉               | - 작사 : 유겸 (YUGYEOM), GRAY - 작곡 : 유겸 (YUGYEOM), GRAY                                                                                                 |
| 2021 | 2021.06.17 | 유겸 (YUGYEOM) | 《Point Of View: U》 | 〈All About U (Feat. 로꼬)〉               | - 작사 : 유겸 (YUGYEOM), GRAY, 로꼬 - 작곡 : 유겸 (YUGYEOM), GRAY                                                                                           |
| 2021 | 2021.06.17 | 유겸 (YUGYEOM) | 《Point Of View: U》 | 〈Love The Way (Feat. 박재범 & 펀치넬로)〉 | - 작사 : 유겸 (YUGYEOM), 박재범, 펀치넬로 - 작곡 : 유겸 (YUGYEOM), Cha Cha Malone, 박재범                                                                   |
| 2021 | 2021.06.17 | 유겸 (YUGYEOM) | 《Point Of View: U》 | 〈Falling In Love〉                        | - 작사 : 유겸 (YUGYEOM) - 작곡 : 유겸 (YUGYEOM), Cha Cha Malone, 조미쉘, Adrian Mckinnon                                                                    |
| 2021 | 2021.06.17 | 유겸 (YUGYEOM) | 《Point Of View: U》 | 〈When U Fall〉                            | - 작사 : 유겸 (YUGYEOM), GRAY - 작곡 : 유겸 (YUGYEOM), GRAY                                                                                                 |

### Jus2
| 연도 | 발매일     | 앨범명                                                    | Artist | Jus2        | 곡명            | 비고 |
| ---- | ---------- | --------------------------------------------------------- | ------ | ----------- | --------------- | --- |
| 2019 | 2019.03.05 | 《FOCUS》                                                 | Jus2   | JAY B, 유겸 | 〈FOCUS ON ME〉 | - 작사 : Def., 유겸 - 작곡 : Def., 유겸, Cosmic Boy, OLNL                                               |
| 2019 | 2019.03.05 | 《FOCUS》                                                 | Jus2   | 유겸        | 〈LOVE TALK〉   | - 작사 : 유겸, FRANTS - 작곡 : 유겸, Effn, FRANTS                                                       |
| 2019 | 2019.03.05 | 《FOCUS》                                                 | Jus2   | 유겸        | 〈LONG BLACK〉  | - 작사 : 유겸, Karla Maria Vel - 작곡 : 유겸, REONE, Effn                                               |
| 2019 | 2019.03.05 | 《FOCUS -Japan Edition-》 보관됨 2021-10-05 - 웨이백 머신 | Jus2   | JAY B, 유겸 | 〈吐息〉        | - (Japan Original Bonus Track) - 작사 : Def., 유겸, STAINBOYS - 작곡 : Def., 유겸, 박슬기, Go Younghwan |

### GOT7

#### 음반
한국
| 연도 | 발매일     | 앨범명                                           | Artist | GOT7                                 | 곡명                             | 비고 |
| ---- | ---------- | ------------------------------------------------ | ------ | ------------------------------------ | -------------------------------- | --- |
| 2022 | 2025.01.20 | 《WINTER_HEPTAGON》                              | GOT7   | 유겸 (YUGYEOM)                       | 〈기억할거야〉                   | - 작사 : 유겸 (YUGYEOM) - 작곡 : 유겸 (YUGYEOM), Mortal, 4BOUT(어바웃), 노이즈마스터민수(noisemasterminsu) |
| 2022 | 2025.01.20 | 《WINTER_HEPTAGON》                              | GOT7   | GOT7                                 | 〈우리가 할 수 있는 말은.〉      | - 작사 : GOT7 |
| 2022 | 2022.05.23 | 《GOT7》                                         | GOT7   | 유겸 (YUGYEOM)                       | 〈Two〉                          | - 작사 : 유겸 (YUGYEOM), Distract - 작곡 : 유겸 (YUGYEOM), Distract, dr.ahn |
| 2022 | 2022.05.23 | 《GOT7》                                         | GOT7   | 진영 유겸 (YUGYEOM)                  | 〈Don’t Care About Me〉          | - 작사 : 진영, 유겸 (YUGYEOM) - 작곡 : 진영, 유겸 (YUGYEOM), Distract, Ludwig Lindell |
| 2020 | 2020.11.30 | 《Breath of Love : Last Piece》                  | GOT7   | 유겸                                 | 〈이젠 내가 할게〉               | - 작사 : 유겸, 네이슨(NATHAN) - 작곡 : 유겸, 네이슨(NATHAN) |
| 2020 | 2020.04.20 | 《DYE》                                          | GOT7   | 유겸                                 | 〈POISON〉                       | - 작곡 : 유겸, Davey Nate, A-Dee |
| 2019 | 2019.11.04 | 《Call My Name》                                 | GOT7   | 유겸                                 | 〈Crash & Burn〉                 | - 작사 : 유겸, earattack, KASS, SELAH, 이스란, eniac |
| 2019 | 2019.05.20 | 《SPINNING TOP : BETWEEN SECURITY & INSECURITY》 | GOT7   | 유겸                                 | 〈1°〉                           | - 작사 : 유겸, KASS |
| 2018 | 2018.12.03 | 《Present : YOU & ME Edition》                   | GOT7   | 잭슨 뱀뱀 유겸                       | 〈I Love It〉 - 잭슨, 뱀뱀, 유겸 | - 작사 : 잭슨 (Jackson Wang), Genneo - 작곡 : 잭슨 (Jackson Wang), Genneo - 공표일자 : 2016.04.29 GOT7 1ST CONCERT FLY IN SEOUL                                                                                          |
| 2018 | 2018.12.03 | 《Present : YOU & ME Edition》                   | GOT7   | 잭슨 뱀뱀 유겸                       | 〈WOLO〉 - 잭슨, 뱀뱀, 유겸      | - 작사 : 잭슨 (Jackson Wang), 뱀뱀, 유겸 - 작곡 : 잭슨 (Jackson Wang), Genneo - 편곡 : 잭슨 (Jackson Wang), Genneo - 무대 컨셉, 의상 아이디어 : 뱀뱀 - 안무 : 유겸 - 공표일자 : 2016.04.29 GOT7 1ST CONCERT FLY IN SEOUL |
| 2018 | 2018.12.03 | 《Present : YOU & ME Edition》                   | GOT7   | 유겸                                 | 〈이젠〉 - 유겸 Solo             | - 작사 : 유겸 - 작곡 : 유겸, effn - 2018.05.04 GOT7 2018 WORLD TOUR 'EYES ON YOU' |
| 2018 | 2018.12.03 | 《Present : YOU & ME Edition》                   | GOT7   | 잭슨 유겸                            | 〈Phoenix〉 - 잭슨, 유겸         | - 작사 : 잭슨 (Jackson Wang), 유겸 - 작곡 : 잭슨 (Jackson Wang), 유겸, BOYTOY - 편곡 : 잭슨 (Jackson Wang), BOYTOY - 2018.05.04 GOT7 2018 WORLD TOUR 'EYES ON YOU'                                                       |
| 2018 | 2018.09.17 | 《Present : YOU》                                | GOT7   | 유겸                                 | 〈No One Else〉                  | - 작사 : 유겸, Effn, Room102 - 작곡 : 유겸, Effn, Room102 |
| 2018 | 2018.09.17 | 《Present : YOU》                                | GOT7   | 유겸                                 | 〈Fine〉 - 유겸 Solo             | - 작사 : 유겸 - 작곡 : 유겸, Effn |
| 2018 | 2018.03.12 | 《Eyes On You》                                  | GOT7   | 유겸                                 | 〈우리〉                         | - 작사 : 유겸, Samuel Ku - 작곡 : 유겸, Effn |
| 2017 | 2017.10.10 | 《7 for 7》                                      | GOT7   | 유겸                                 | 〈내게〉                         | - 작사 : 유겸 - 작곡 : 유겸, Effn |
| 2017 | 2017.03.13 | 《FLIGHT LOG : ARRIVAL》                         | GOT7   | 유겸                                 | 〈양심없이〉                     | - 작사 : 유겸 - 작곡 : 유겸, mo'I |
| 2016 | 2016.09.27 | 《FLIGHT LOG : TURBULENCE》                      | GOT7   | 유겸 마크 투안 (Mark Tuan) 뱀뱀 잭슨 | 〈노잼〉                         | - 작사 : 유겸, 마크 투안 (Mark Tuan), 뱀뱀, 잭슨 (Jackson Wang), Frants - 작곡 : 유겸, 마크 투안 (Mark Tuan), Frants |
| 2016 | 2016.03.21 | 《FLIGHT LOG : DEPARTURE》                       | GOT7   | 유겸 마크 투안 (Mark Tuan) 뱀뱀      | 〈빛이나〉                       | - 작사 : 유겸, 마크 투안 (Mark Tuan), Frants - 랩 메이킹 : 마크 투안 (Mark Tuan), 뱀뱀 - 작곡 : 유겸, 마크 투안 (Mark Tuan), Frants                                                                                      |

일본
| 연도 | 발매일     | 앨범명                                                | Artist | GOT7                            | 곡명                                           | 비고 |
| ---- | ---------- | ----------------------------------------------------- | ------ | ------------------------------- | ---------------------------------------------- | --- |
| 2019 | 2019.01.30 | 《I WON'T LET YOU GO (진영 & 유겸)》                  | GOT7   | 진영 유겸                       | 〈25〉 - 진영, 유겸                            | - 작사 : 진영, 유겸, Distract, Co-sho - 작곡 : 진영, 유겸, Distract, Secret Weapon                                                       |
| 2018 | 2018.06.20 | 《THE New Era (마크 투안 (Mark Tuan) & 진영 & 유겸)》 | GOT7   | 마크 투안 (Mark Tuan) 진영 유겸 | 〈2(TWO)〉 - 마크 투안 (Mark Tuan), 진영, 유겸 | - 작사 : 마크 투안 (Mark Tuan), 진영, 유겸, Distract, Samuelle Soung - 작곡 : 마크 투안 (Mark Tuan), 진영, 유겸, Distract, Secret Weapon |
| 2017 | 2017.11.15 | 《TURN UP (뱀뱀 & 유겸)》                             | GOT7   | 뱀뱀 유겸                       | 〈97 YOUNG & RICH〉 - 뱀뱀, 유겸               | - 작사 : 뱀뱀, 유겸, SIMON - 작곡 : 뱀뱀, 유겸, FRANTS                                                                                   |
| 2016 | 2016.11.16 | 《Hey Yah》                                           | GOT7   | 유겸                            | 〈Let me know〉                                | - 작사 : 유겸, FRANTS, Natumi Kobayashi, Amon Hayashi - 작곡 : 유겸, FRANTS                                                              |

#### 안무 창작
| 연도 | Artist | 발매일     | 앨범명                         | 곡명                        | 안무 창작 참여 |
| ---- | ------ | ---------- | ------------------------------ | --------------------------- | --- |
| 2020 | GOT7   | 2020.04.20 | 《DYE》                        | 〈POISON〉                  | 작곡 : 유겸 참여곡 - 진영, 잭슨, 유겸 셋이 모여 〈POISON〉 무대의 소품과 카메라 동선까지 퍼포먼스 안무 창작에 참여 - 전체적인 구성은 진영, 유니크한 의견들은 잭슨, 안무적인 동작 부분들은 유겸이 참여                    |
| 2019 | GOT7   | 2019.11.04 | 《Call My Name》               | 〈THURSDAY〉                | 작사・작곡 : JAY B 참여곡 - 진영의 제안으로 진영이 안무 창작 - 안무 창작에 유겸도 참여했는데 동작은 유겸이, 진영은 유겸의 동작을 정리하고, 또 안무가분이 도와주기도 했지만 전체적으로 진영이 거의 다 안무를 다 만들었다. |
| 2019 | GOT7   | 2019.11.04 | 《Call My Name》               | 〈Crash & Burn〉            | 작사 : 유겸 참여곡 - 유겸이 안무 창작에 참여 |
| 2016 | GOT7   | 2018.12.03 | 《Present : YOU & ME Edition》 | 〈WOLO〉 - 잭슨, 뱀뱀, 유겸 | 작사 : 잭슨, 뱀뱀, 유겸 / 작곡・편곡 : 잭슨 참여곡 - 2016 GOT7 1ST CONCERT FLY IN SEOUL - 무대 컨셉, 의상 아이디어 : 뱀뱀 - 안무 : 유겸                                                                                  |
| 2018 | GOT7   | 2018.09.17 | 《Present : YOU》              | 〈Fine〉 - 유겸 Solo        | 작사・작곡 : 유겸 참여곡 - 절규하는 느낌으로 유겸이 처음부터 끝까지 만들었다. |
| 2017 | GOT7   | 2017.10.10 | 《7 for 7》                    | 〈You Are〉                 | 작사・작곡 : JAY B 참여곡 - 유겸이 훅(HOOK) 안무를 만들었다. |
| 2015 | GOT7   | 2015.09.29 | 《MAD》                        | 〈니가 하면〉               | - 진영, 유겸 안무 창작 참여 |

## 음반 내용

### 유겸 (YUGYEOM)

#### 《Point Of View: U》 (2021)
| 2021 | 2021.06.17 | Artist    | 유겸 (YUGYEOM) |                      |                      |                      |                      |                      |
| 2021 | 2021.06.17 | 앨범명    | 《Point Of View: U》 | 《Point Of View: U》 | 《Point Of View: U》 | 《Point Of View: U》 | 《Point Of View: U》 | 《Point Of View: U》 |
| 2021 | 2021.06.17 | 앨범 내용 | - 유겸 (YUGYEOM), EP 《Point Of View: U》그의 음악 커리어 새로운 막의 첫 발을 내디뎠다. - 다양한 시점(Point Of View) 중 너(U)를 주제로 한 1인칭 주인공 시점, 즉 사랑하는 이를 바라보는 화자의 시점으로 풀어낸 7개의 이야기를 담은 앨범인 EP 《Point Of View: U》를 통해 유겸 (YUGYEOM)은 전곡 작사, 작곡 및 앨범 전반적인 프로듀싱에 참여하여 새로운 음악적 면모를 선보인다. 또한 EP 《Point Of View: U》는 그의 소속 레이블인 AOMG의 수장 박재범을 비롯 GRAY(그레이), 로꼬, Cha Cha Malone(차차 말론), DeVita(드비타), 펀치넬로 등 음악적 개성이 뚜렷한 AOMG 소속 아티스트들이 대거 참여해 색다른 협업을 선보이며 다채롭고 풍성한 사운드로 앨범의 완성도를 높였다.EP 《Point Of View: U》를 통해 솔로 아티스트로서 화려한 서막을 올린 유겸 (YUGYEOM), 그의 꾸준한 성장과 음악적 행보를 기대해봐도 좋을 듯하다 - GRAY(그레이)가 프로듀싱을 하고 유겸 (YUGYEOM)과 같이 만든 곡은 총 5곡으로, GRAY(그레이)가 유겸과 많은 시간을 가지면서 함께 만들어 가며 도와줬다. 이처럼 유겸 (YUGYEOM)은 AOMG 소속 아티스트들과 함께 작업해 나가면서 이런 색깔 있는 사람들과 함께 할 수 있다는 것이 너무 좋았고 또한 배우는 것도 많아서 배워가는 재미를 많이 느끼면서 열심히 만든 앨범. |                      |                      |                      |                      |                      |
| 2021 | 2021.06.17 | 타이틀곡  | 〈네 잘못이야 (Feat. GRAY)〉 |                      |                      |                      |                      |                      |
| 2021 | 2021.06.17 | 타이틀곡  | - 〈네 잘못이야 (Feat. GRAY)〉는 'AOMG의 가수이자, 감각적인 음악 프로듀서' 그레이(GRAY)가 프로듀싱과 피처링을 맡고, 유겸 (YUGYEOM) 또한 작사, 작곡에 참여한 타이틀곡. 가사 내용은 상대에게 자꾸만 마음이 끌리는 상황을 "다 네 잘못이야"라는 색다른 화법으로 풀어냈다. 유겸의 감미로운 보컬과 트렌한 비트가 귀를 사로잡는다. |                      |                      |                      |                      |                      |
| 2021 | 2021.06.17 | 수록곡    | 〈I Want U Around (Feat. DeVita)〉 - 트렌디한 비트와 "네가 내게 남길 원해 영원히"라고 말하는 유겸의 감미로운 보이스가 돋보인다. 여기에 유니크한 음색을 지닌 드비타(DeVita)가 피처링을 맡아 곡의 매력을 극대화했다. |                      |                      |                      |                      |                      |
| 2021 | 2021.06.17 | 수록곡    | 〈Running Through The Rain〉 - 네가 어디에 있든, 비바람이 세게 몰아쳐도 너를 향해 달려가겠다는 노래. |                      |                      |                      |                      |                      |
| 2021 | 2021.06.17 | 수록곡    | 〈All About U (Feat. 로꼬)〉 - 사랑에 대한 노래로, 하나부터 열까지 많은 감정들을 알려준 상대방에게 고마움을 표현하는 노래. |                      |                      |                      |                      |                      |
| 2021 | 2021.06.17 | 수록곡    | 〈Love The Way (Feat. 박재범 & 펀치넬로)〉 - 트렌디한 비트 위에 한 눈에 반한 상대에 대한 끌림을 담았다. |                      |                      |                      |                      |                      |
| 2021 | 2021.06.17 | 수록곡    | 〈Falling In Love〉 - 유겸이 Cha Cha Malone의 트랙을 처음 들었을 때 떠오른 생각은 '우주와 바다'였다. 또한 우주와 바다가 공통적으로 주는 느낌은 우주와 바다에 둘이서 같이 떠 있는 것이었다. 그래서 '우리 둘이 함께하는 시간이 부족하다'라는 주제를 가지고 '만약 이 방 안에 너랑 나 둘이 있다면, 이 기운, 이 온도도 빠져나갈 수 없게 창문을 닫았으면 좋겠다'라고 표현하는 노래. |                      |                      |                      |                      |                      |
| 2021 | 2021.06.17 | 수록곡    | 〈When U Fall〉 - 유겸은 가사를 쓸 때 머릿속에서 그려지는 가사를 쓰기 위해서 노력하는데, '어떻게 가사를 써야 노래가 그려질 수 있을까?'를 많이 생각하면서 쓴 곡. |                      |                      |                      |                      |                      |
| 2021 | 2021.06.17 | 리뷰      | - 유겸 (YUGYEOM) 《Point Of View: U》 〈네 잘못이야 (Feat. GRAY)〉 with AOMG |                      |                      |                      |                      |                      |
| 2021 | 2021.06.17 | 인터뷰    | - 가늠할 수 없는 기대와 부담 대신, 오직 즐거움에 빠져 만든 유겸(YUGYEOM)의 음악 (Marie Claire 제공) |                      |                      |                      |                      |                      |
| 2021 | 2021.06.17 | 기사      | - AOMG 손잡은 유겸, 우리가 몰랐던 상남자 매력 ‘네 잘못이야’'들어보고서' (뉴스엔 제공) - 유겸 (YUGYEOM), 데뷔 7년만 첫 솔로 앨범 발매…AOMG 사단 지원사격 (스포츠서울 제공) - 유겸, 첫 솔로 앨범 선공개곡 'I Want U Around (Feat. DeVita)' 발매 (내외정보통신 제공) |                      |                      |                      |                      |                      |
| 2021 | 2021.06.17 | 영상      | - 유겸 (YUGYEOM) 《Point Of View: U》 (TwitterMusic 제공) |                      |                      |                      |                      |                      |

### Jus2

#### 《FOCUS》 (2019)
| 2020 | Artist          | Jus2 (저스투) | Jus2 (저스투) | Jus2 (저스투) | Jus2 (저스투) | Jus2 (저스투) | | | |
| 2020 | 앨범명          | 《FOCUS》 | 《FOCUS》 | 《FOCUS》 | 《FOCUS》 | 《FOCUS》 | | | |
| 2020 | 발매일          | 2017.07.31 | 2017.07.31 | 2017.07.31 | 2017.07.31 | 2017.07.31 | | | |
| 2020 | 그룹명 : Jus2   | Jus2 뜻 - Just + two - JAY B와 유겸이 노래와 퍼포먼스를 다 보여드리겠다는 의미 - 쿨한 표현의 우리가 그냥 다 보여주겠단 뜻 | Jus2 뜻 - Just + two - JAY B와 유겸이 노래와 퍼포먼스를 다 보여드리겠다는 의미 - 쿨한 표현의 우리가 그냥 다 보여주겠단 뜻 | Jus2 뜻 - Just + two - JAY B와 유겸이 노래와 퍼포먼스를 다 보여드리겠다는 의미 - 쿨한 표현의 우리가 그냥 다 보여주겠단 뜻 | Jus2 뜻 - Just + two - JAY B와 유겸이 노래와 퍼포먼스를 다 보여드리겠다는 의미 - 쿨한 표현의 우리가 그냥 다 보여주겠단 뜻 | Jus2 뜻 - Just + two - JAY B와 유겸이 노래와 퍼포먼스를 다 보여드리겠다는 의미 - 쿨한 표현의 우리가 그냥 다 보여주겠단 뜻 | | | |
| 2020 | 앨범 내용       | 《FOCUS》 (2019) - 감각이라는 주제로 '여섯 트랙'의 다양한 감각과 감정을 담아낸 앨범 - 첫 번째 〈FOCUS ON ME〉 : 시각 - 두 번째 〈DRUNK ON YOU〉 : 후각 - 세 번째 〈TOUCH〉 : 촉각 - 네 번째 〈SENSES〉 : 새로운 여섯 번째 감각 - 다섯 번째 〈LOVE TALK〉 : 청각 - 여섯 번째 〈LONG BLACK〉 : 미각 | 《FOCUS》 (2019) - 감각이라는 주제로 '여섯 트랙'의 다양한 감각과 감정을 담아낸 앨범 - 첫 번째 〈FOCUS ON ME〉 : 시각 - 두 번째 〈DRUNK ON YOU〉 : 후각 - 세 번째 〈TOUCH〉 : 촉각 - 네 번째 〈SENSES〉 : 새로운 여섯 번째 감각 - 다섯 번째 〈LOVE TALK〉 : 청각 - 여섯 번째 〈LONG BLACK〉 : 미각 | 《FOCUS》 (2019) - 감각이라는 주제로 '여섯 트랙'의 다양한 감각과 감정을 담아낸 앨범 - 첫 번째 〈FOCUS ON ME〉 : 시각 - 두 번째 〈DRUNK ON YOU〉 : 후각 - 세 번째 〈TOUCH〉 : 촉각 - 네 번째 〈SENSES〉 : 새로운 여섯 번째 감각 - 다섯 번째 〈LOVE TALK〉 : 청각 - 여섯 번째 〈LONG BLACK〉 : 미각 | 《FOCUS》 (2019) - 감각이라는 주제로 '여섯 트랙'의 다양한 감각과 감정을 담아낸 앨범 - 첫 번째 〈FOCUS ON ME〉 : 시각 - 두 번째 〈DRUNK ON YOU〉 : 후각 - 세 번째 〈TOUCH〉 : 촉각 - 네 번째 〈SENSES〉 : 새로운 여섯 번째 감각 - 다섯 번째 〈LOVE TALK〉 : 청각 - 여섯 번째 〈LONG BLACK〉 : 미각 | 《FOCUS》 (2019) - 감각이라는 주제로 '여섯 트랙'의 다양한 감각과 감정을 담아낸 앨범 - 첫 번째 〈FOCUS ON ME〉 : 시각 - 두 번째 〈DRUNK ON YOU〉 : 후각 - 세 번째 〈TOUCH〉 : 촉각 - 네 번째 〈SENSES〉 : 새로운 여섯 번째 감각 - 다섯 번째 〈LOVE TALK〉 : 청각 - 여섯 번째 〈LONG BLACK〉 : 미각 | | | |
| 2020 | 퍼포먼스        | 〈FOCUS ON ME〉 | 〈FOCUS ON ME〉 | 〈FOCUS ON ME〉 | 〈FOCUS ON ME〉 | 〈FOCUS ON ME〉 | | | |
| 2020 | 퍼포먼스        | - 유겸과 안무가 김형웅 외 많은 안무가들과 함께 고심해서 만든 안무 - 묘한 긴장감 속 절제된 섹시 카리스마 | | | | | | | |
| 2020 | 퍼포먼스        | 〈LONG BLACK〉 | | | | | | | |
| 2020 | 퍼포먼스        | - 유겸과 안무가 김형웅 둘이서 만든 안무 - 포인트 안무는 훅 안무의 커피를 마시는 동작 | | | | | | | |
| 2020 | 〈FOCUS ON ME〉 | 〈FOCUS ON ME〉 | 〈FOCUS ON ME〉 | 〈FOCUS ON ME〉 | 〈FOCUS ON ME〉 | - JAY B와 유겸이 작사, 작곡에 참여한 첫 번째 트랙이자, 타이틀곡으로 시각에 대한 감각과 감정을 표현한 곡. 다크한 R&B 리듬에 JAY B와 유겸의 섹시한 매력을 녹여낸 것이 특징. "Just let me love you", "Now focus on me", "짜릿한 시선을 느낄 때 오묘해진 네 눈빛은 한없이 깊어져" 등의 가사를 통해 '너와 우리의 시간 안에서는 나한테 집중해주길 바란다'라는 상대방을 원하고 나아가 매료시키는 모습을 표현했다. 이 둘은 무대 위에서도 절제된 섹시 카리스마와 균형 잡힌 퍼포먼스를 선사하며 팬들의 눈과 귀를 만족시킨다. | - JAY B와 유겸이 작사, 작곡에 참여한 첫 번째 트랙이자, 타이틀곡으로 시각에 대한 감각과 감정을 표현한 곡. 다크한 R&B 리듬에 JAY B와 유겸의 섹시한 매력을 녹여낸 것이 특징. "Just let me love you", "Now focus on me", "짜릿한 시선을 느낄 때 오묘해진 네 눈빛은 한없이 깊어져" 등의 가사를 통해 '너와 우리의 시간 안에서는 나한테 집중해주길 바란다'라는 상대방을 원하고 나아가 매료시키는 모습을 표현했다. 이 둘은 무대 위에서도 절제된 섹시 카리스마와 균형 잡힌 퍼포먼스를 선사하며 팬들의 눈과 귀를 만족시킨다. | - JAY B와 유겸이 작사, 작곡에 참여한 첫 번째 트랙이자, 타이틀곡으로 시각에 대한 감각과 감정을 표현한 곡. 다크한 R&B 리듬에 JAY B와 유겸의 섹시한 매력을 녹여낸 것이 특징. "Just let me love you", "Now focus on me", "짜릿한 시선을 느낄 때 오묘해진 네 눈빛은 한없이 깊어져" 등의 가사를 통해 '너와 우리의 시간 안에서는 나한테 집중해주길 바란다'라는 상대방을 원하고 나아가 매료시키는 모습을 표현했다. 이 둘은 무대 위에서도 절제된 섹시 카리스마와 균형 잡힌 퍼포먼스를 선사하며 팬들의 눈과 귀를 만족시킨다. | - JAY B와 유겸이 작사, 작곡에 참여한 첫 번째 트랙이자, 타이틀곡으로 시각에 대한 감각과 감정을 표현한 곡. 다크한 R&B 리듬에 JAY B와 유겸의 섹시한 매력을 녹여낸 것이 특징. "Just let me love you", "Now focus on me", "짜릿한 시선을 느낄 때 오묘해진 네 눈빛은 한없이 깊어져" 등의 가사를 통해 '너와 우리의 시간 안에서는 나한테 집중해주길 바란다'라는 상대방을 원하고 나아가 매료시키는 모습을 표현했다. 이 둘은 무대 위에서도 절제된 섹시 카리스마와 균형 잡힌 퍼포먼스를 선사하며 팬들의 눈과 귀를 만족시킨다. |
| 2020 | 〈LOVE TALK〉   | 〈LOVE TALK〉 | 〈LOVE TALK〉 | 〈LOVE TALK〉 | 〈LOVE TALK〉 | - 유겸이 작사, 작곡에 참여한 곡. '오늘만큼은 나 자신을 조금 버리고, 이 수많은 사람들 속에서 오직 서로에게 집중하자' 청각에 대한 감각과 감정 표현한 곡. 퓨처 개러지, 딥 하우스 장르의 세련된 음악이다. | - 유겸이 작사, 작곡에 참여한 곡. '오늘만큼은 나 자신을 조금 버리고, 이 수많은 사람들 속에서 오직 서로에게 집중하자' 청각에 대한 감각과 감정 표현한 곡. 퓨처 개러지, 딥 하우스 장르의 세련된 음악이다. | - 유겸이 작사, 작곡에 참여한 곡. '오늘만큼은 나 자신을 조금 버리고, 이 수많은 사람들 속에서 오직 서로에게 집중하자' 청각에 대한 감각과 감정 표현한 곡. 퓨처 개러지, 딥 하우스 장르의 세련된 음악이다. | - 유겸이 작사, 작곡에 참여한 곡. '오늘만큼은 나 자신을 조금 버리고, 이 수많은 사람들 속에서 오직 서로에게 집중하자' 청각에 대한 감각과 감정 표현한 곡. 퓨처 개러지, 딥 하우스 장르의 세련된 음악이다. |
| 2020 | 〈LONG BLACK〉  | 〈LONG BLACK〉 | 〈LONG BLACK〉 | 〈LONG BLACK〉 | 〈LONG BLACK〉 | - 유겸이 작사, 작곡에 참여한 곡. '상대방을 커피로 비유'한 센스 있는 가사의 미각에 대한 감각과 감정 표현한 곡. 미니멀한 구성에 점차 상승하는 비트를 강조한 PB R&B 곡으로 감미로운 멜로디와 함께 강한 베이스 위의 중독성 넘치는 후렴구가 인상적이고 가성을 사용해 매력적인 분위기를 더했다. | - 유겸이 작사, 작곡에 참여한 곡. '상대방을 커피로 비유'한 센스 있는 가사의 미각에 대한 감각과 감정 표현한 곡. 미니멀한 구성에 점차 상승하는 비트를 강조한 PB R&B 곡으로 감미로운 멜로디와 함께 강한 베이스 위의 중독성 넘치는 후렴구가 인상적이고 가성을 사용해 매력적인 분위기를 더했다. | - 유겸이 작사, 작곡에 참여한 곡. '상대방을 커피로 비유'한 센스 있는 가사의 미각에 대한 감각과 감정 표현한 곡. 미니멀한 구성에 점차 상승하는 비트를 강조한 PB R&B 곡으로 감미로운 멜로디와 함께 강한 베이스 위의 중독성 넘치는 후렴구가 인상적이고 가성을 사용해 매력적인 분위기를 더했다. | - 유겸이 작사, 작곡에 참여한 곡. '상대방을 커피로 비유'한 센스 있는 가사의 미각에 대한 감각과 감정 표현한 곡. 미니멀한 구성에 점차 상승하는 비트를 강조한 PB R&B 곡으로 감미로운 멜로디와 함께 강한 베이스 위의 중독성 넘치는 후렴구가 인상적이고 가성을 사용해 매력적인 분위기를 더했다. |

### GOT7

#### 한국
| 2022 | Artist                           | GOT7                                             | GOT7                                             | GOT7                                             | GOT7                                             | GOT7 | | | |
| 2022 | 앨범 내용                        | 《GOT7》                                         | 《GOT7》                                         | 《GOT7》                                         | 《GOT7》                                         | 《GOT7》 | | | |
| 2022 | 발매일                           | 2022.05.23                                       | 2022.05.23                                       | 2022.05.23                                       | 2022.05.23                                       | 2022.05.23 | | | |
| 2022 | 〈Two〉                          | 〈Two〉                                          | 〈Two〉                                          | 〈Two〉                                          | 〈Two〉                                          | - 잊을 수 없지만 억지로 잊으려고 노력하는 애절한 마음을 가사에 담은 곡. 가사와 다르게 강한 스네어와 베이스 및 중저음 보컬과 리듬이 매력적인 곡이기에 색다른 매력을 즐기며 들을 수 있는 곡이다. (유겸 (YUGYEOM)) | - 잊을 수 없지만 억지로 잊으려고 노력하는 애절한 마음을 가사에 담은 곡. 가사와 다르게 강한 스네어와 베이스 및 중저음 보컬과 리듬이 매력적인 곡이기에 색다른 매력을 즐기며 들을 수 있는 곡이다. (유겸 (YUGYEOM)) | - 잊을 수 없지만 억지로 잊으려고 노력하는 애절한 마음을 가사에 담은 곡. 가사와 다르게 강한 스네어와 베이스 및 중저음 보컬과 리듬이 매력적인 곡이기에 색다른 매력을 즐기며 들을 수 있는 곡이다. (유겸 (YUGYEOM)) | - 잊을 수 없지만 억지로 잊으려고 노력하는 애절한 마음을 가사에 담은 곡. 가사와 다르게 강한 스네어와 베이스 및 중저음 보컬과 리듬이 매력적인 곡이기에 색다른 매력을 즐기며 들을 수 있는 곡이다. (유겸 (YUGYEOM)) |
| 2022 | 〈Don’t Care About Me〉          | 〈Don’t Care About Me〉                          | 〈Don’t Care About Me〉                          | 〈Don’t Care About Me〉                          | 〈Don’t Care About Me〉                          | - GOT7(갓세븐)이 걸어왔던 길에 대한 확신과 믿음을 I GOT7(아가새𓅪)에게 보여주기 위해 만든 곡. 팬 여러분과 함께라면 어떤 길이든 걸어나갈 수 있다는 GOT7의 메시지를 담았습니다. (진영) | - GOT7(갓세븐)이 걸어왔던 길에 대한 확신과 믿음을 I GOT7(아가새𓅪)에게 보여주기 위해 만든 곡. 팬 여러분과 함께라면 어떤 길이든 걸어나갈 수 있다는 GOT7의 메시지를 담았습니다. (진영) | - GOT7(갓세븐)이 걸어왔던 길에 대한 확신과 믿음을 I GOT7(아가새𓅪)에게 보여주기 위해 만든 곡. 팬 여러분과 함께라면 어떤 길이든 걸어나갈 수 있다는 GOT7의 메시지를 담았습니다. (진영) | - GOT7(갓세븐)이 걸어왔던 길에 대한 확신과 믿음을 I GOT7(아가새𓅪)에게 보여주기 위해 만든 곡. 팬 여러분과 함께라면 어떤 길이든 걸어나갈 수 있다는 GOT7의 메시지를 담았습니다. (진영) |
| 2020 | Artist                           | GOT7                                             | GOT7                                             | GOT7                                             | GOT7                                             | GOT7 | | | |
| 2020 | 앨범 내용                        | 《Breath of Love : Last Piece》                  | 《Breath of Love : Last Piece》                  | 《Breath of Love : Last Piece》                  | 《Breath of Love : Last Piece》                  | 《Breath of Love : Last Piece》 | | | |
| 2020 | 발매일                           | 2020.11.30                                       | 2020.11.30                                       | 2020.11.30                                       | 2020.11.30                                       | 2020.11.30 | | | |
| 2020 | 〈이젠 내가 할게〉               | 〈이젠 내가 할게〉                               | 〈이젠 내가 할게〉                               | 〈이젠 내가 할게〉                               | 〈이젠 내가 할게〉                               | - 유겸이 작사, 작곡한 곡으로 블루스 느낌의 기타 사운드가 특징인 곡으로 원래는 기타 사운드가 없었는데 유겸의 고등학교 동창 친구가 기타 사운드를 해준 곡. 가사 내용은 변해버린 자신의 모습과 잘못을 깨달은 후, 이제는 자신이 더 잘하겠다고 다짐하는 내용을 담았다. '고마워란 말 이젠 내가 할게' '미안해란 말하게 해서 미안해' 등의 애절한 가사와 쓸쓸한 느낌의 기타, EP 사운드로 리스너들의 마음을 두드린다. | - 유겸이 작사, 작곡한 곡으로 블루스 느낌의 기타 사운드가 특징인 곡으로 원래는 기타 사운드가 없었는데 유겸의 고등학교 동창 친구가 기타 사운드를 해준 곡. 가사 내용은 변해버린 자신의 모습과 잘못을 깨달은 후, 이제는 자신이 더 잘하겠다고 다짐하는 내용을 담았다. '고마워란 말 이젠 내가 할게' '미안해란 말하게 해서 미안해' 등의 애절한 가사와 쓸쓸한 느낌의 기타, EP 사운드로 리스너들의 마음을 두드린다. | - 유겸이 작사, 작곡한 곡으로 블루스 느낌의 기타 사운드가 특징인 곡으로 원래는 기타 사운드가 없었는데 유겸의 고등학교 동창 친구가 기타 사운드를 해준 곡. 가사 내용은 변해버린 자신의 모습과 잘못을 깨달은 후, 이제는 자신이 더 잘하겠다고 다짐하는 내용을 담았다. '고마워란 말 이젠 내가 할게' '미안해란 말하게 해서 미안해' 등의 애절한 가사와 쓸쓸한 느낌의 기타, EP 사운드로 리스너들의 마음을 두드린다. | - 유겸이 작사, 작곡한 곡으로 블루스 느낌의 기타 사운드가 특징인 곡으로 원래는 기타 사운드가 없었는데 유겸의 고등학교 동창 친구가 기타 사운드를 해준 곡. 가사 내용은 변해버린 자신의 모습과 잘못을 깨달은 후, 이제는 자신이 더 잘하겠다고 다짐하는 내용을 담았다. '고마워란 말 이젠 내가 할게' '미안해란 말하게 해서 미안해' 등의 애절한 가사와 쓸쓸한 느낌의 기타, EP 사운드로 리스너들의 마음을 두드린다. |
| 2020 | Artist                           | GOT7                                             | GOT7                                             | GOT7                                             | GOT7                                             | GOT7 | | | |
| 2020 | 앨범 내용                        | 《DYE》                                          | 《DYE》                                          | 《DYE》                                          | 《DYE》                                          | 《DYE》 | | | |
| 2020 | 발매일                           | 2020.04.20                                       | 2020.04.20                                       | 2020.04.20                                       | 2020.04.20                                       | 2020.04.20 | | | |
| 2020 | 〈POISON〉                       | 〈POISON〉                                       | 〈POISON〉                                       | 〈POISON〉                                       | 〈POISON〉                                       | - 유겸이 작곡에 참여한 곡으로 ONE MORE LAST KISS를 테마로 입술에 묻은 독에 키스하면 완성되는 영원한 사랑을 표현. 그대와 내가 하는 사랑이 독처럼 위험한 사랑이지만 그만두고 싶지 않다. 위험해도 난 너라는 독을 견뎌내겠다라는 의지와 사랑을 담았다. 아무 이유 없이 한눈에 반한 그날의 감정을 간직한다면 어떤 어려움도 이겨낼 수 있음을 이야기했다.                                                          | - 유겸이 작곡에 참여한 곡으로 ONE MORE LAST KISS를 테마로 입술에 묻은 독에 키스하면 완성되는 영원한 사랑을 표현. 그대와 내가 하는 사랑이 독처럼 위험한 사랑이지만 그만두고 싶지 않다. 위험해도 난 너라는 독을 견뎌내겠다라는 의지와 사랑을 담았다. 아무 이유 없이 한눈에 반한 그날의 감정을 간직한다면 어떤 어려움도 이겨낼 수 있음을 이야기했다.                                                          | - 유겸이 작곡에 참여한 곡으로 ONE MORE LAST KISS를 테마로 입술에 묻은 독에 키스하면 완성되는 영원한 사랑을 표현. 그대와 내가 하는 사랑이 독처럼 위험한 사랑이지만 그만두고 싶지 않다. 위험해도 난 너라는 독을 견뎌내겠다라는 의지와 사랑을 담았다. 아무 이유 없이 한눈에 반한 그날의 감정을 간직한다면 어떤 어려움도 이겨낼 수 있음을 이야기했다.                                                          | - 유겸이 작곡에 참여한 곡으로 ONE MORE LAST KISS를 테마로 입술에 묻은 독에 키스하면 완성되는 영원한 사랑을 표현. 그대와 내가 하는 사랑이 독처럼 위험한 사랑이지만 그만두고 싶지 않다. 위험해도 난 너라는 독을 견뎌내겠다라는 의지와 사랑을 담았다. 아무 이유 없이 한눈에 반한 그날의 감정을 간직한다면 어떤 어려움도 이겨낼 수 있음을 이야기했다.                                                          |
| 2019 | Artist                           | GOT7                                             | GOT7                                             | GOT7                                             | GOT7                                             | GOT7 | | | |
| 2019 | 앨범 내용                        | 《Call My Name》                                 | 《Call My Name》                                 | 《Call My Name》                                 | 《Call My Name》                                 | 《Call My Name》 | | | |
| 2019 | 발매일                           | 2019.11.04                                       | 2019.11.04                                       | 2019.11.04                                       | 2019.11.04                                       | 2019.11.04 | | | |
| 2019 | 〈Crash & Burn〉                 | 〈Crash & Burn〉                                 | 〈Crash & Burn〉                                 | 〈Crash & Burn〉                                 | 〈Crash & Burn〉                                 | - GOT7의 히트곡 'Fly', '하드캐리', ‘Never Ever’로 [FLIGHT LOG] 3부작을 함께한 earattack과 유겸이 호흡을 맞춘 곡. 강한 비트가 강렬하고 섹시한 느낌을 주는 트랙으로, 함께하면 두려울 것이 없는 사랑을 이야기했다. | - GOT7의 히트곡 'Fly', '하드캐리', ‘Never Ever’로 [FLIGHT LOG] 3부작을 함께한 earattack과 유겸이 호흡을 맞춘 곡. 강한 비트가 강렬하고 섹시한 느낌을 주는 트랙으로, 함께하면 두려울 것이 없는 사랑을 이야기했다. | - GOT7의 히트곡 'Fly', '하드캐리', ‘Never Ever’로 [FLIGHT LOG] 3부작을 함께한 earattack과 유겸이 호흡을 맞춘 곡. 강한 비트가 강렬하고 섹시한 느낌을 주는 트랙으로, 함께하면 두려울 것이 없는 사랑을 이야기했다. | - GOT7의 히트곡 'Fly', '하드캐리', ‘Never Ever’로 [FLIGHT LOG] 3부작을 함께한 earattack과 유겸이 호흡을 맞춘 곡. 강한 비트가 강렬하고 섹시한 느낌을 주는 트랙으로, 함께하면 두려울 것이 없는 사랑을 이야기했다. |
| 2019 | Artist                           | GOT7                                             | GOT7                                             | GOT7                                             | GOT7                                             | GOT7 | | | |
| 2019 | 앨범 내용                        | 《SPINNING TOP : BETWEEN SECURITY & INSECURITY》 | 《SPINNING TOP : BETWEEN SECURITY & INSECURITY》 | 《SPINNING TOP : BETWEEN SECURITY & INSECURITY》 | 《SPINNING TOP : BETWEEN SECURITY & INSECURITY》 | 《SPINNING TOP : BETWEEN SECURITY & INSECURITY》 | | | |
| 2019 | 발매일                           | 2019.05.20                                       | 2019.05.20                                       | 2019.05.20                                       | 2019.05.20                                       | 2019.05.20 | | | |
| 2019 | 〈1°〉                           | 〈1°〉                                           | 〈1°〉                                           | 〈1°〉                                           | 〈1°〉                                           | - 유겸이 작사에 참여했다. 돌아가는 팽이는 각도가 1°만 틀어져도 굉장히 많이 흔들리는데 1°만 기울어져도 흔들리는 팽이처럼 사람 마음도 불안함에 조금이라도 빠지면 끝도 없이 빠져 흔들리는 불안함을 느끼는 시작을 표현했다. | - 유겸이 작사에 참여했다. 돌아가는 팽이는 각도가 1°만 틀어져도 굉장히 많이 흔들리는데 1°만 기울어져도 흔들리는 팽이처럼 사람 마음도 불안함에 조금이라도 빠지면 끝도 없이 빠져 흔들리는 불안함을 느끼는 시작을 표현했다. | - 유겸이 작사에 참여했다. 돌아가는 팽이는 각도가 1°만 틀어져도 굉장히 많이 흔들리는데 1°만 기울어져도 흔들리는 팽이처럼 사람 마음도 불안함에 조금이라도 빠지면 끝도 없이 빠져 흔들리는 불안함을 느끼는 시작을 표현했다. | - 유겸이 작사에 참여했다. 돌아가는 팽이는 각도가 1°만 틀어져도 굉장히 많이 흔들리는데 1°만 기울어져도 흔들리는 팽이처럼 사람 마음도 불안함에 조금이라도 빠지면 끝도 없이 빠져 흔들리는 불안함을 느끼는 시작을 표현했다. |
| 2018 | Artist                           | GOT7                                             | GOT7                                             | GOT7                                             | GOT7                                             | GOT7 | | | |
| 2018 | 앨범 내용                        | 《Present : YOU & ME Edition》                   | 《Present : YOU & ME Edition》                   | 《Present : YOU & ME Edition》                   | 《Present : YOU & ME Edition》                   | 《Present : YOU & ME Edition》 | | | |
| 2018 | 발매일                           | 2018.12.03                                       | 2018.12.03                                       | 2018.12.03                                       | 2018.12.03                                       | 2018.12.03 | | | |
| 2018 | 〈I Love It〉 - 잭슨, 뱀뱀, 유겸 | 〈I Love It〉 - 잭슨, 뱀뱀, 유겸                 | 〈I Love It〉 - 잭슨, 뱀뱀, 유겸                 | 〈I Love It〉 - 잭슨, 뱀뱀, 유겸                 | 〈I Love It〉 - 잭슨, 뱀뱀, 유겸                 | - 잭슨이 작사, 작곡에 참여한 곡. 잭슨, 뱀뱀, 유겸의 매력적인 보이스가 돋보이는 곡. | - 잭슨이 작사, 작곡에 참여한 곡. 잭슨, 뱀뱀, 유겸의 매력적인 보이스가 돋보이는 곡. | - 잭슨이 작사, 작곡에 참여한 곡. 잭슨, 뱀뱀, 유겸의 매력적인 보이스가 돋보이는 곡. | - 잭슨이 작사, 작곡에 참여한 곡. 잭슨, 뱀뱀, 유겸의 매력적인 보이스가 돋보이는 곡. |
| 2018 | 〈WOLO〉 - 잭슨, 뱀뱀, 유겸      | 〈WOLO〉 - 잭슨, 뱀뱀, 유겸                      | 〈WOLO〉 - 잭슨, 뱀뱀, 유겸                      | 〈WOLO〉 - 잭슨, 뱀뱀, 유겸                      | 〈WOLO〉 - 잭슨, 뱀뱀, 유겸                      | - 잭슨, 뱀뱀, 유겸이 작사, 작곡, 편곡에 참여한 유닛곡. ‘We Only Live Once’의 줄임말로 타인이 나를 어떻게 생각하는지 신경 쓰지 말고 한 번 사는 인생을 즐기자는 메시지를 담은 힙합곡. 또한, 뱀뱀은 무대 컨셉과 의상 아이디어를, 유겸은 안무를 만들었다. | - 잭슨, 뱀뱀, 유겸이 작사, 작곡, 편곡에 참여한 유닛곡. ‘We Only Live Once’의 줄임말로 타인이 나를 어떻게 생각하는지 신경 쓰지 말고 한 번 사는 인생을 즐기자는 메시지를 담은 힙합곡. 또한, 뱀뱀은 무대 컨셉과 의상 아이디어를, 유겸은 안무를 만들었다. | - 잭슨, 뱀뱀, 유겸이 작사, 작곡, 편곡에 참여한 유닛곡. ‘We Only Live Once’의 줄임말로 타인이 나를 어떻게 생각하는지 신경 쓰지 말고 한 번 사는 인생을 즐기자는 메시지를 담은 힙합곡. 또한, 뱀뱀은 무대 컨셉과 의상 아이디어를, 유겸은 안무를 만들었다. | - 잭슨, 뱀뱀, 유겸이 작사, 작곡, 편곡에 참여한 유닛곡. ‘We Only Live Once’의 줄임말로 타인이 나를 어떻게 생각하는지 신경 쓰지 말고 한 번 사는 인생을 즐기자는 메시지를 담은 힙합곡. 또한, 뱀뱀은 무대 컨셉과 의상 아이디어를, 유겸은 안무를 만들었다. |
| 2018 | 〈이젠〉 - 유겸 Solo             | 〈이젠〉 - 유겸 Solo                             | 〈이젠〉 - 유겸 Solo                             | 〈이젠〉 - 유겸 Solo                             | 〈이젠〉 - 유겸 Solo                             | - 유겸이 작사, 작곡에 참여한 솔로곡. 상대를 향한 애절한 마음을 표현한 R&B 장르의 곡이다. | - 유겸이 작사, 작곡에 참여한 솔로곡. 상대를 향한 애절한 마음을 표현한 R&B 장르의 곡이다. | - 유겸이 작사, 작곡에 참여한 솔로곡. 상대를 향한 애절한 마음을 표현한 R&B 장르의 곡이다. | - 유겸이 작사, 작곡에 참여한 솔로곡. 상대를 향한 애절한 마음을 표현한 R&B 장르의 곡이다. |
| 2018 | 〈Phoenix〉 - 잭슨, 유겸         | 〈Phoenix〉 - 잭슨, 유겸                         | 〈Phoenix〉 - 잭슨, 유겸                         | 〈Phoenix〉 - 잭슨, 유겸                         | 〈Phoenix〉 - 잭슨, 유겸                         | - 잭슨과 유겸이 작사, 작곡, 편곡에 참여한 유닛곡. 세상에 그 어떠한 힘든 일이 있어도 GOT7과 아가새(GOT7 팬클럽)가 함께라면 모든 상황이 긍정적으로 정리된다는 메시지를 전하는 듀엣곡이다. | - 잭슨과 유겸이 작사, 작곡, 편곡에 참여한 유닛곡. 세상에 그 어떠한 힘든 일이 있어도 GOT7과 아가새(GOT7 팬클럽)가 함께라면 모든 상황이 긍정적으로 정리된다는 메시지를 전하는 듀엣곡이다. | - 잭슨과 유겸이 작사, 작곡, 편곡에 참여한 유닛곡. 세상에 그 어떠한 힘든 일이 있어도 GOT7과 아가새(GOT7 팬클럽)가 함께라면 모든 상황이 긍정적으로 정리된다는 메시지를 전하는 듀엣곡이다. | - 잭슨과 유겸이 작사, 작곡, 편곡에 참여한 유닛곡. 세상에 그 어떠한 힘든 일이 있어도 GOT7과 아가새(GOT7 팬클럽)가 함께라면 모든 상황이 긍정적으로 정리된다는 메시지를 전하는 듀엣곡이다. |
| 2018 | Artist                           | GOT7                                             | GOT7                                             | GOT7                                             | GOT7                                             | GOT7 | | | |
| 2018 | 앨범 내용                        | 《Present : YOU》                                | 《Present : YOU》                                | 《Present : YOU》                                | 《Present : YOU》                                | 《Present : YOU》 | | | |
| 2018 | 발매일                           | 2018.09.17                                       | 2018.09.17                                       | 2018.09.17                                       | 2018.09.17                                       | 2018.09.17 | | | |
| 2018 | 〈No One Else〉                  | 〈No One Else〉                                  | 〈No One Else〉                                  | 〈No One Else〉                                  | 〈No One Else〉                                  | - 유겸이 작사, 작곡에 참여한 곡. '내 모든 걸 다 주겠다'는 내용의 가사와 R&B 펑크 사운드가 조화를 이룬 유겸의 곡. | - 유겸이 작사, 작곡에 참여한 곡. '내 모든 걸 다 주겠다'는 내용의 가사와 R&B 펑크 사운드가 조화를 이룬 유겸의 곡. | - 유겸이 작사, 작곡에 참여한 곡. '내 모든 걸 다 주겠다'는 내용의 가사와 R&B 펑크 사운드가 조화를 이룬 유겸의 곡. | - 유겸이 작사, 작곡에 참여한 곡. '내 모든 걸 다 주겠다'는 내용의 가사와 R&B 펑크 사운드가 조화를 이룬 유겸의 곡. |
| 2018 | 〈Fine〉 - 유겸 Solo             | 〈Fine〉 - 유겸 Solo                             | 〈Fine〉 - 유겸 Solo                             | 〈Fine〉 - 유겸 Solo                             | 〈Fine〉 - 유겸 Solo                             | - 유겸이 작사, 작곡에 참여한 유겸 솔로곡. 서로의 마음을 아는 사이에서 자신의 감정을 조금 더 적극적으로 표현할 거라는 다짐과 상대를 얼마나 생각하는지 알아줬으면 하는 바람을 담은 곡. 〈Fine〉의 안무는 절규하는 느낌으로 유겸이 처음부터 끝까지 만들었다. | - 유겸이 작사, 작곡에 참여한 유겸 솔로곡. 서로의 마음을 아는 사이에서 자신의 감정을 조금 더 적극적으로 표현할 거라는 다짐과 상대를 얼마나 생각하는지 알아줬으면 하는 바람을 담은 곡. 〈Fine〉의 안무는 절규하는 느낌으로 유겸이 처음부터 끝까지 만들었다. | - 유겸이 작사, 작곡에 참여한 유겸 솔로곡. 서로의 마음을 아는 사이에서 자신의 감정을 조금 더 적극적으로 표현할 거라는 다짐과 상대를 얼마나 생각하는지 알아줬으면 하는 바람을 담은 곡. 〈Fine〉의 안무는 절규하는 느낌으로 유겸이 처음부터 끝까지 만들었다. | - 유겸이 작사, 작곡에 참여한 유겸 솔로곡. 서로의 마음을 아는 사이에서 자신의 감정을 조금 더 적극적으로 표현할 거라는 다짐과 상대를 얼마나 생각하는지 알아줬으면 하는 바람을 담은 곡. 〈Fine〉의 안무는 절규하는 느낌으로 유겸이 처음부터 끝까지 만들었다. |
| 2018 | Artist                           | GOT7                                             | GOT7                                             | GOT7                                             | GOT7                                             | GOT7 | | | |
| 2018 | 앨범 내용                        | 《Eyes On You》                                  | 《Eyes On You》                                  | 《Eyes On You》                                  | 《Eyes On You》                                  | 《Eyes On You》 | | | |
| 2018 | 발매일                           | 2018.03.12                                       | 2018.03.12                                       | 2018.03.12                                       | 2018.03.12                                       | 2018.03.12 | | | |
| 2018 | 〈우리〉                         | 〈우리〉                                         | 〈우리〉                                         | 〈우리〉                                         | 〈우리〉                                         | - 유겸이 만든 곡으로 R&B POP 장르에 전체적으로 밝은 사운드를 실었다. "뻔할지는 몰라도 변하지는 않을 거야"라는 가사처럼 견고한 믿음을 노래한다. 《7 for 7》 앨범에 수록된 유겸의 자작곡 〈내게〉의 연장선 느낌. | - 유겸이 만든 곡으로 R&B POP 장르에 전체적으로 밝은 사운드를 실었다. "뻔할지는 몰라도 변하지는 않을 거야"라는 가사처럼 견고한 믿음을 노래한다. 《7 for 7》 앨범에 수록된 유겸의 자작곡 〈내게〉의 연장선 느낌. | - 유겸이 만든 곡으로 R&B POP 장르에 전체적으로 밝은 사운드를 실었다. "뻔할지는 몰라도 변하지는 않을 거야"라는 가사처럼 견고한 믿음을 노래한다. 《7 for 7》 앨범에 수록된 유겸의 자작곡 〈내게〉의 연장선 느낌. | - 유겸이 만든 곡으로 R&B POP 장르에 전체적으로 밝은 사운드를 실었다. "뻔할지는 몰라도 변하지는 않을 거야"라는 가사처럼 견고한 믿음을 노래한다. 《7 for 7》 앨범에 수록된 유겸의 자작곡 〈내게〉의 연장선 느낌. |
| 2017 | Artist                           | GOT7                                             | GOT7                                             | GOT7                                             | GOT7                                             | GOT7 | | | |
| 2017 | 앨범 내용                        | 《7 for 7》                                      | 《7 for 7》                                      | 《7 for 7》                                      | 《7 for 7》                                      | 《7 for 7》 | | | |
| 2017 | 발매일                           | 2017.10.10                                       | 2017.10.10                                       | 2017.10.10                                       | 2017.10.10                                       | 2017.10.10 | | | |
| 2017 | 〈내게〉                         | 〈내게〉                                         | 〈내게〉                                         | 〈내게〉                                         | 〈내게〉                                         | - 유겸이 작사, 작곡에 참여한 곡. 유겸이 신선한 비트를 써보고 싶어서 같이 작업한 형과 얘기해서 라틴 계열 느낌의 비트 드럼을 썼다. 라틴 계열의 리듬에 기타, 신스 패드, 빗소리 등을 사용해 쓸쓸한 분위기를 내는 R&B곡이다. 서로에게 지친 연인들의 감정을 감각적인 사운드에 담아낸 것이 특징이다. | - 유겸이 작사, 작곡에 참여한 곡. 유겸이 신선한 비트를 써보고 싶어서 같이 작업한 형과 얘기해서 라틴 계열 느낌의 비트 드럼을 썼다. 라틴 계열의 리듬에 기타, 신스 패드, 빗소리 등을 사용해 쓸쓸한 분위기를 내는 R&B곡이다. 서로에게 지친 연인들의 감정을 감각적인 사운드에 담아낸 것이 특징이다. | - 유겸이 작사, 작곡에 참여한 곡. 유겸이 신선한 비트를 써보고 싶어서 같이 작업한 형과 얘기해서 라틴 계열 느낌의 비트 드럼을 썼다. 라틴 계열의 리듬에 기타, 신스 패드, 빗소리 등을 사용해 쓸쓸한 분위기를 내는 R&B곡이다. 서로에게 지친 연인들의 감정을 감각적인 사운드에 담아낸 것이 특징이다. | - 유겸이 작사, 작곡에 참여한 곡. 유겸이 신선한 비트를 써보고 싶어서 같이 작업한 형과 얘기해서 라틴 계열 느낌의 비트 드럼을 썼다. 라틴 계열의 리듬에 기타, 신스 패드, 빗소리 등을 사용해 쓸쓸한 분위기를 내는 R&B곡이다. 서로에게 지친 연인들의 감정을 감각적인 사운드에 담아낸 것이 특징이다. |
| 2017 | Artist                           | GOT7                                             | GOT7                                             | GOT7                                             | GOT7                                             | GOT7 | | | |
| 2017 | 앨범 내용                        | 《FLIGHT LOG : ARRIVAL》                         | 《FLIGHT LOG : ARRIVAL》                         | 《FLIGHT LOG : ARRIVAL》                         | 《FLIGHT LOG : ARRIVAL》                         | 《FLIGHT LOG : ARRIVAL》 | | | |
| 2017 | 발매일                           | 2017.03.13                                       | 2017.03.13                                       | 2017.03.13                                       | 2017.03.13                                       | 2017.03.13 | | | |
| 2017 | 〈양심없이〉                     | 〈양심없이〉                                     | 〈양심없이〉                                     | 〈양심없이〉                                     | 〈양심없이〉                                     | - 유겸이 작사, 작곡에 참여한 곡. 한번 헤어졌던 연인에게 다시 돌아온 남자의 심정을 표현한 곡. 거창한 수식어를 제외하고 솔직 담백하게 풀어낸 가사를 R&B 트랩(Trap) 비트 위에 더해 완성했다. 갑자기 돌아와 두 번째 고백을 하는 자신이 양심 없어 보인다는 걸 알지만 그래도 이젠 맘 가는대로 하겠다고 얘기한다. 이렇게라도 사랑을 되찾고 싶어하는 마음이 음악을 통해 전달된다.                                  | - 유겸이 작사, 작곡에 참여한 곡. 한번 헤어졌던 연인에게 다시 돌아온 남자의 심정을 표현한 곡. 거창한 수식어를 제외하고 솔직 담백하게 풀어낸 가사를 R&B 트랩(Trap) 비트 위에 더해 완성했다. 갑자기 돌아와 두 번째 고백을 하는 자신이 양심 없어 보인다는 걸 알지만 그래도 이젠 맘 가는대로 하겠다고 얘기한다. 이렇게라도 사랑을 되찾고 싶어하는 마음이 음악을 통해 전달된다.                                  | - 유겸이 작사, 작곡에 참여한 곡. 한번 헤어졌던 연인에게 다시 돌아온 남자의 심정을 표현한 곡. 거창한 수식어를 제외하고 솔직 담백하게 풀어낸 가사를 R&B 트랩(Trap) 비트 위에 더해 완성했다. 갑자기 돌아와 두 번째 고백을 하는 자신이 양심 없어 보인다는 걸 알지만 그래도 이젠 맘 가는대로 하겠다고 얘기한다. 이렇게라도 사랑을 되찾고 싶어하는 마음이 음악을 통해 전달된다.                                  | - 유겸이 작사, 작곡에 참여한 곡. 한번 헤어졌던 연인에게 다시 돌아온 남자의 심정을 표현한 곡. 거창한 수식어를 제외하고 솔직 담백하게 풀어낸 가사를 R&B 트랩(Trap) 비트 위에 더해 완성했다. 갑자기 돌아와 두 번째 고백을 하는 자신이 양심 없어 보인다는 걸 알지만 그래도 이젠 맘 가는대로 하겠다고 얘기한다. 이렇게라도 사랑을 되찾고 싶어하는 마음이 음악을 통해 전달된다.                                  |
| 2016 | Artist                           | GOT7                                             | GOT7                                             | GOT7                                             | GOT7                                             | GOT7 | | | |
| 2016 | 앨범 내용                        | 《FLIGHT LOG : TURBULENCE》                      | 《FLIGHT LOG : TURBULENCE》                      | 《FLIGHT LOG : TURBULENCE》                      | 《FLIGHT LOG : TURBULENCE》                      | 《FLIGHT LOG : TURBULENCE》 | | | |
| 2016 | 발매일                           | 2016.09.27                                       | 2016.09.27                                       | 2016.09.27                                       | 2016.09.27                                       | 2016.09.27 | | | |
| 2016 | 〈노잼〉                         | 〈노잼〉                                         | 〈노잼〉                                         | 〈노잼〉                                         | 〈노잼〉                                         | - 마크 (Mark Tuan), 유겸, 뱀뱀, 잭슨 작사, 마크 (Mark Tuan), 유겸 작곡. 마크 (Mark Tuan), 유겸이 작곡가 Frants와 의기투합해 만든 곡으로 밝고 신나는 TRAP/힙합 넘버다. 아무리 완벽한 파티라도 네가 없으면 아무런 의미가 없다는 마음을 애교 섞인 투정으로 재미있게 풀어냈다. | - 마크 (Mark Tuan), 유겸, 뱀뱀, 잭슨 작사, 마크 (Mark Tuan), 유겸 작곡. 마크 (Mark Tuan), 유겸이 작곡가 Frants와 의기투합해 만든 곡으로 밝고 신나는 TRAP/힙합 넘버다. 아무리 완벽한 파티라도 네가 없으면 아무런 의미가 없다는 마음을 애교 섞인 투정으로 재미있게 풀어냈다. | - 마크 (Mark Tuan), 유겸, 뱀뱀, 잭슨 작사, 마크 (Mark Tuan), 유겸 작곡. 마크 (Mark Tuan), 유겸이 작곡가 Frants와 의기투합해 만든 곡으로 밝고 신나는 TRAP/힙합 넘버다. 아무리 완벽한 파티라도 네가 없으면 아무런 의미가 없다는 마음을 애교 섞인 투정으로 재미있게 풀어냈다. | - 마크 (Mark Tuan), 유겸, 뱀뱀, 잭슨 작사, 마크 (Mark Tuan), 유겸 작곡. 마크 (Mark Tuan), 유겸이 작곡가 Frants와 의기투합해 만든 곡으로 밝고 신나는 TRAP/힙합 넘버다. 아무리 완벽한 파티라도 네가 없으면 아무런 의미가 없다는 마음을 애교 섞인 투정으로 재미있게 풀어냈다. |
| 2016 | Artist                           | GOT7                                             | GOT7                                             | GOT7                                             | GOT7                                             | GOT7 | | | |
| 2016 | 앨범 내용                        | 《FLIGHT LOG : DEPARTURE》                       | 《FLIGHT LOG : DEPARTURE》                       | 《FLIGHT LOG : DEPARTURE》                       | 《FLIGHT LOG : DEPARTURE》                       | 《FLIGHT LOG : DEPARTURE》 | | | |
| 2016 | 발매일                           | 2016.03.21                                       | 2016.03.21                                       | 2016.03.21                                       | 2016.03.21                                       | 2016.03.21 | | | |
| 2016 | 〈빛이나〉                       | 〈빛이나〉                                       | 〈빛이나〉                                       | 〈빛이나〉                                       | 〈빛이나〉                                       | - 작사 유겸・마크 (Mark Tuan), 랩메이킹 마크 (Mark Tuan)・뱀뱀, 작곡 유겸・마크 (Mark Tuan) 참여. 영화에 나오는 여주인공이 등장할 때 후광이 빛나는 모습을 비유해 노래했다. 이미 나의 여자이지만 다른 남자를 볼 때 질투가 난다며 불안한 마음을 귀엽게 'GOT7'식으로 표현한 듣기 편한 달콤한 노래다. | - 작사 유겸・마크 (Mark Tuan), 랩메이킹 마크 (Mark Tuan)・뱀뱀, 작곡 유겸・마크 (Mark Tuan) 참여. 영화에 나오는 여주인공이 등장할 때 후광이 빛나는 모습을 비유해 노래했다. 이미 나의 여자이지만 다른 남자를 볼 때 질투가 난다며 불안한 마음을 귀엽게 'GOT7'식으로 표현한 듣기 편한 달콤한 노래다. | - 작사 유겸・마크 (Mark Tuan), 랩메이킹 마크 (Mark Tuan)・뱀뱀, 작곡 유겸・마크 (Mark Tuan) 참여. 영화에 나오는 여주인공이 등장할 때 후광이 빛나는 모습을 비유해 노래했다. 이미 나의 여자이지만 다른 남자를 볼 때 질투가 난다며 불안한 마음을 귀엽게 'GOT7'식으로 표현한 듣기 편한 달콤한 노래다. | - 작사 유겸・마크 (Mark Tuan), 랩메이킹 마크 (Mark Tuan)・뱀뱀, 작곡 유겸・마크 (Mark Tuan) 참여. 영화에 나오는 여주인공이 등장할 때 후광이 빛나는 모습을 비유해 노래했다. 이미 나의 여자이지만 다른 남자를 볼 때 질투가 난다며 불안한 마음을 귀엽게 'GOT7'식으로 표현한 듣기 편한 달콤한 노래다. |

#### 일본
| 2019 | Artist                                    | GOT7                                             | GOT7                                             | GOT7                                             | GOT7                                             | GOT7 | | | |
| 2019 | 앨범명                                    | 《I WON'T LET YOU GO (진영 & 유겸)》             | 《I WON'T LET YOU GO (진영 & 유겸)》             | 《I WON'T LET YOU GO (진영 & 유겸)》             | 《I WON'T LET YOU GO (진영 & 유겸)》             | 《I WON'T LET YOU GO (진영 & 유겸)》 | | | |
| 2019 | 발매일                                    | 2019.01.30                                       | 2019.01.30                                       | 2019.01.30                                       | 2019.01.30                                       | 2019.01.30 | | | |
| 2019 | 〈25〉 - 진영, 유겸                       | 〈25〉 - 진영, 유겸                              | 〈25〉 - 진영, 유겸                              | 〈25〉 - 진영, 유겸                              | 〈25〉 - 진영, 유겸                              | - 진영과 유겸이 작사・작곡에 참여한 유닛곡. - '가지마 너와 같이 있고 싶어'를 '파티는 끝났지만 나는 너랑 더 있고 싶어. 너와 같이 있는 시간이 24시간도 부족해. 하루가 25시간이었으면 좋겠어. 집에 가지 않았으면 좋겠어.' 애절한 댄스곡 | - 진영과 유겸이 작사・작곡에 참여한 유닛곡. - '가지마 너와 같이 있고 싶어'를 '파티는 끝났지만 나는 너랑 더 있고 싶어. 너와 같이 있는 시간이 24시간도 부족해. 하루가 25시간이었으면 좋겠어. 집에 가지 않았으면 좋겠어.' 애절한 댄스곡 | - 진영과 유겸이 작사・작곡에 참여한 유닛곡. - '가지마 너와 같이 있고 싶어'를 '파티는 끝났지만 나는 너랑 더 있고 싶어. 너와 같이 있는 시간이 24시간도 부족해. 하루가 25시간이었으면 좋겠어. 집에 가지 않았으면 좋겠어.' 애절한 댄스곡 | - 진영과 유겸이 작사・작곡에 참여한 유닛곡. - '가지마 너와 같이 있고 싶어'를 '파티는 끝났지만 나는 너랑 더 있고 싶어. 너와 같이 있는 시간이 24시간도 부족해. 하루가 25시간이었으면 좋겠어. 집에 가지 않았으면 좋겠어.' 애절한 댄스곡 |
| 2018 | Artist                                    | GOT7                                             | GOT7                                             | GOT7                                             | GOT7                                             | GOT7 | | | |
| 2018 | 앨범명                                    | 《THE New Era (마크 (Mark Tuan) & 진영 & 유겸)》 | 《THE New Era (마크 (Mark Tuan) & 진영 & 유겸)》 | 《THE New Era (마크 (Mark Tuan) & 진영 & 유겸)》 | 《THE New Era (마크 (Mark Tuan) & 진영 & 유겸)》 | 《THE New Era (마크 (Mark Tuan) & 진영 & 유겸)》 | | | |
| 2018 | 발매일                                    | 2018.06.20                                       | 2018.06.20                                       | 2018.06.20                                       | 2018.06.20                                       | 2018.06.20 | | | |
| 2018 | 〈2(TWO)〉 - 마크 (Mark Tuan), 진영, 유겸 | 〈2(TWO)〉 - 마크 (Mark Tuan), 진영, 유겸        | 〈2(TWO)〉 - 마크 (Mark Tuan), 진영, 유겸        | 〈2(TWO)〉 - 마크 (Mark Tuan), 진영, 유겸        | 〈2(TWO)〉 - 마크 (Mark Tuan), 진영, 유겸        | - 마크 (Mark Tuan), 진영, 유겸이 작사・작곡에 참여한 유닛곡. - 분위기 있는 R&B 곡 | - 마크 (Mark Tuan), 진영, 유겸이 작사・작곡에 참여한 유닛곡. - 분위기 있는 R&B 곡 | - 마크 (Mark Tuan), 진영, 유겸이 작사・작곡에 참여한 유닛곡. - 분위기 있는 R&B 곡 | - 마크 (Mark Tuan), 진영, 유겸이 작사・작곡에 참여한 유닛곡. - 분위기 있는 R&B 곡 |

## 기사・인터뷰

### 유겸 (YUGYEOM)
| 연도 | Artist                     | 제목                                                                          | 제공         |
| ---- | -------------------------- | ----------------------------------------------------------------------------- | ------------ |
| 2021 | 유겸 (YUGYEOM)             | 가늠할 수 없는 기대와 부담 대신, 오직 즐거움에 빠져 만든 유겸(YUGYEOM)의 음악 | Marie Claire |
| 2021 | 유겸 (YUGYEOM)             | 유겸(YUGYEOM) “계속 성장하기 위해 애쓰는 사람이 되고 싶어요.”                 | 마리끌레르   |
| 2021 | 유겸 (YUGYEOM)             | ‘갓세븐→솔로’ 유겸 “나를 알아가는 중” (화보)                                  | 마리끌레르   |
| 2021 | 유겸 (YUGYEOM)             | 유겸의 홀로서기 #AOMG #갓세븐                                                 | 엘르 코리아  |
| 2021 | 유겸 (YUGYEOM)             | AOMG 손잡은 유겸, 우리가 몰랐던 상남자 매력 ‘네 잘못이야’ (들어보고서)        | 뉴스엔       |
| 2021 | 유겸 (YUGYEOM)             | 갓세븐 유겸, AOMG와 전속계약. 댄스 비주얼 영상 공개.                          | 한강타임즈   |
| 2016 | 유겸 (YUGYEOM)             | 갓세븐 #유겸                                                                  | GQ           |
| 2016 | JAY B, 유겸 (YUGYEOM)      | 갓세븐 JAY B & 유겸(YUGYEOM)의 온도 차이                                      | allure korea |
| 2016 | 유겸 X HYPE UP X BODY&SOUL | `힛더스테이지` 유겸, 첫 출연에 2위…"중1학년 때 춤 시작해" 열정 대단           | 한국경제TV   |
| 2016 | 유겸 X HYPE UP X BODY&SOUL | '힛더스테이지' 갓세븐 유겸, 겜블러로 완벽 변신…첫 출연에 2위                  | 부산일보     |
| 2016 | 유겸 X HYPE UP X BODY&SOUL | '힛더스테이지' 갓세븐 유겸 최종우승 차지… '자신의 역사 춤으로 표현'           | 부산일보     |
| 2016 | 유겸 X HYPE UP X BODY&SOUL | (어게인TV) '힛더스테이지' 갓세븐 유겸, 에너지 그 자체였다                     | 헤럴드POP    |
| 2016 | 유겸 X HYPE UP X BODY&SOUL | 유겸, ‘힛더스테이지’ 우승 소감 공개… “많은 분들에게 고마운 마음 전하고 싶어”  | 이뉴스투데이 |
| 2016 | 유겸 X HYPE UP X BODY&SOUL | (Oh!쎈 톡) 유겸 "'힛더스' 최종우승 울컥, 갓세븐+크루 덕분"                    | OSEN         |

### Jus2
| 연도 | Artist | 인터뷰 | 제목                                                                  | 앨범명    | 제공        |
| ---- | ------ | ------ | --------------------------------------------------------------------- | --------- | ----------- |
| 2019 | Jus2   | 음반   | JAY B와 유겸의 저스투                                                 | 《FOCUS》 | Vogue Korea |
| 2019 | Jus2   | 음반   | (스타★톡톡) ‘Jus2’ JAY B-유겸 “감각적인 앨범 ‘FOCUS’…갓세븐과 달라요” | 《FOCUS》 | 스포츠월드  |
| 2019 | Jus2   | 음반   | (인터뷰Q) 저스투(Jus2) JAY B·유겸, 오감 넘어 육감 자극하는 'FOCUS'    | 《FOCUS》 | 스포츠Q     |
| 2019 | Jus2   | 음반   | (인터뷰) 저스투 "'갓세븐에서 이런 유닛이?' 반응 듣고파"               | 《FOCUS》 | 노컷뉴스    |
| 2019 | Jus2   | 음반   | Jus2 JAY B·유겸 “우리의 매력? 묘한 긴장감 속 섹시미“ (MK★인터뷰)      | 《FOCUS》 | MK스포츠    |
| 2019 | Jus2   | 음반   | (N인터뷰) ① 갓세븐 유닛 Jus2 "순위 연연 안해… 하고 싶은 음악 담았죠"  | 《FOCUS》 | 뉴스1       |
| 2019 | Jus2   | 음반   | (N인터뷰) ② Jus2 JAY B "갓세븐 개인·유닛 활동, 팀 알리는 기회"        | 《FOCUS》 | 뉴스1       |
| 2019 | Jus2   | 음반   | Jus2 "갓세븐과 다른 섹시함 담았다"(인터뷰①)                           | 《FOCUS》 | 스타뉴스    |
| 2019 | Jus2   | 음반   | Jus2 JAY B "작정하고 새로운 톤 시도했다"(인터뷰②)                     | 《FOCUS》 | 스타뉴스    |
| 2019 | Jus2   | 음반   | Jus2 유겸 "이제는 무대를 프로듀싱하는 가수 되고파"(인터뷰③)           | 《FOCUS》 | 스타뉴스    |
| 2019 | Jus2   | 음반   | Jus2의 자신감 (M+인터뷰①)                                             | 《FOCUS》 | MBN         |
| 2019 | Jus2   | 음반   | Jus2 JAY B “갓세븐 멤버들, 우리보다 더 열심히 홍보 해줘” (M+인터뷰②)  | 《FOCUS》 | MBN         |

### GOT7
| 연도 | Artist | 기사 인터뷰 | 제목                                                                 | 앨범명                                           | 제공           |
| ---- | ------ | ----------- | -------------------------------------------------------------------- | ------------------------------------------------ | -------------- |
| 2021 | GOT7   | 음반        | 갓세븐, 신곡 '앙코르'에 담은 약속…"널 위해 부를게, 남아있는 날도"    | 《Encore》                                       | 조이뉴스24     |
| 2021 | GOT7   | 음반        | 갓세븐 진영, 신곡 ‘앙코르’ 작사-작곡 소감 “팬들께 마음 전하려 쓴 곡” | 《Encore》                                       | 한국경제       |
| 2021 | GOT7   | 음반        | 갓세븐, 완전체 신곡 '앙코르' 깜짝 발표 "갓세븐은 영원하다"           | 《Encore》                                       | 헤럴드POP      |
| 2021 | GOT7   | 음반        | 갓세븐, JYP 떠났다 “아가새 위한 음악 계속” (손편지 전문)             | 《Encore》                                       | MK스포츠       |
| 2020 | GOT7   | 음반        | (투데이IS) GOT7, 2년만 정규 컴백…직접 소개하는 자작곡                | 《Breath of Love : Last Piece》                  | 일간스포츠     |
| 2020 | GOT7   | 음반        | 갓세븐, 데뷔 7년차 ‘DYE’로 또 비상 (종합)                            | 《DYE》                                          | 뉴스엔         |
| 2019 | GOT7   | 음반        | (ENT터뷰) GOT7(갓세븐), '불안극복의 공감, 행복함을 향하다' (인터뷰)  | 《SPINNING TOP : BETWEEN SECURITY & INSECURITY》 | 전자신문       |
| 2018 | GOT7   | 음반        | 갓세븐 유겸, 메인댄서의 강렬한 퍼포먼스…솔로곡 ‘Fine’ MV             | 《Present : YOU》                                | 스포츠월드     |
| 2018 | GOT7   | 음반        | (S종합) 갓세븐, “이유 있는 자신감” 7人7色 매력 담은 앨범으로 컴백    | 《Present : YOU》                                | 스타데일리뉴스 |
| 2018 | GOT7   | 음반        | "늘 본질을 생각"…갓세븐, 고민과 원동력 (인터뷰)                      | 《Eyes On You》                                  | 조이뉴스24     |
| 2017 | GOT7   | 음반        | (스타캐스트) GOT7의 숫자 7, for 7                                    | 《7 for 7》                                      | 네이버         |
| 2017 | GOT7   | 음반        | (읽는신곡) "자유 비행 시작"...GOT7, '성장'을 증명하다                | 《7 for 7》                                      | 스포츠조선     |
| 2017 | GOT7   | 음반        | 갓세븐 유겸, 수록곡 작사·작곡 참여..업그레이드된 미모는 덤           | 《FLIGHT LOG : ARRIVAL》                         | OSEN           |

## 참여 음반
| 연도   | Artist         | 참고 문서                         |
| ------ | -------------- | --------------------------------- |
| 2014 ~ | 유겸 (YUGYEOM) | - 유겸 (YUGYEOM)의 참여 음반 목록 |